# Begraafplaats van Haaltert
De Begraafplaats van Haaltert is een gemeentelijke begraafplaats in de Belgische gemeente Haaltert. De begraafplaats ligt aan de Houtmarkt op 750 m ten zuidoosten van de Sint-Gorikskerk. Na de ontruiming van het kerkhof dat rond de kerk lag werd in 1869 de huidige begraafplaats aangelegd. Aan de toegang staat de geklasseerde Kapel Maria-van-Bijstand.
Op het kerkhof staat een gedenkkruis met de namen van 40 Haaltenaars die sneuvelden of terechtgesteld werden in de Eerste Wereldoorlog.  

## Britse oorlogsgraven
Op de begraafplaats liggen de graven van twee Britse militairen uit de Tweede Wereldoorlog. Het zijn de graven van korporaal Jack Taylor en soldaat Howard William Dove. Zij sneuvelden in mei 1940 toen zij met het Britse Expeditieleger strijd leverden tegen het oprukkende Duitse leger. Hun graven worden onderhouden door de Commonwealth War Graves Commission en zijn daar geregistreerd onder Haaltert Communal Cemetery.